# Hüseyin Çakıroğlu
Hüseyin Çakıroğlu (* 18. September 1957 in Istanbul; † 27. Oktober 1986 ebenda) war ein türkischer Fußballspieler. Trotz seiner nur zweijährigen Tätigkeit für Fenerbahçe Istanbul wird er stark mit diesem Verein assoziiert. Von Fan- und Vereinsseiten wird er als einer der wichtigen Spieler der Klubgeschichte aufgefasst. Aufgrund seiner großen Spielübersicht und seiner gezielten Eingriffe zur Verhinderung von gegnerischen Angriffen erhielt er den Spitznamen Doktor Hüseyin. Da bei seinem Wechsel im Sommer 1979 zu Gaziantepspor mit Hüseyin Kalpar sich ein weiterer Hüseyin im Mannschaftskader befand und dieser älter war, wurde Çakıroğlu fortan als der Küçük Hüseyin (dt. „Der kleine Hüseyin“) bezeichnet und Kalpar als Büyük Hüseyin (dt. „Der große Hüseyin“). Er verstarb mit 29 Jahren an den Folgen einer Krebserkrankung und löste mit seinem Tod eine große Anteilnahme in der türkischen Fußballbranche aus.

## Spielerkarriere

### Verein
Çakıroğlu kam als Sohn einer fußballbegeisterten Familie in Istanbul auf die Welt und wuchs im Stadtteil Aksaray auf. Hüseyin, der einen älteren und einen jüngeren Bruder besaß, erlernte wie seine beiden Brüder das Fußballspielen auf den Bolzplätzen seines Viertels. Wie sein älterer Bruder auch, begann Hüseyin 1972 mit dem Vereinsfußball in der Nachwuchsabteilung von Davutpaşa SK. Durch seine Leistungen bei Davutpaşa machte er schnell auf sich aufmerksam und wurde auch in die Istanbuler Auswahlmannschaft gewählt. Der Istanbuler Traditionsklub Galatasaray Istanbul reagierte als erstes und versuchte Çakıroğlu bereits zur damaligen Zeit zu verpflichten. Çakıroğlu lehnte dieses Angebot Zugunsten einer behutsam entwickelten Karriere ab und wechselte stattdessen in die 2. Futbol Ligi zum nordanatolischen Vertreter DÇ Karabükspor. Bei diesem Klub gelang ihm schnell der Sprung in die Stammformation. Durch überzeugende Leistungen schaffte er es in die Transferliste mehrerer Erstligisten.
Nach einer dreijährigen Periode bei Karabükspor wechselte Çakıroğlu zusammen mit seinem Mannschaftskameraden Ahmet Yılmaz in die 1. Lig zum von Yılmaz Gökdel betreuten Aufsteiger Gaziantepspor. Bei diesem Verein, die durch die Talentsichtung von Gökdel eine aus meist jungen und unerfahrenen Spielern bestehenden Mannschaft besaß, gelang Çakıroğlu schnell der Aufstieg zum Stammspieler. Mit seiner Mannschaft kämpfte er in seiner ersten Saison gegen den Abstieg und sicherte den Klassenerhalt erst am letzten Spieltag. In der zweiten Erstligasaison wurde Çakıroğlus Mannschaft zur Überraschungsmannschaft der Saison 1980/81 und beendete die Saison auf dem vierten Tabellenplatz. An diesem Erfolg wurde dabei Çakıroğlus Einfluss besonders hervorgehoben. In der nachfolgenden Saison steigerte Çakıroğlu seine  Leistungen weiter. So trug er mit 13 Ligatoren erheblich dazu bei, dass sein Verein den Klassenerhalt schaffte. Er selbst wurde damit der erfolgreichste Torschütze seiner Mannschaft und Dritter der Torschützenliste der Saison. Durch diese Leistungen schaffte er es in dieser Saison auch in die Türkische U-21-Nationalmannschaft. Auch in der Saison 1982/83 setzte Çakıroğlu seine gute Form fort und stieg zum A-Nationalspieler auf. Sein Verein spielte erneut gegen den Abstieg und verfehlte dieses Mal den Klassenerhalt und stieg zum Sommer 1983 in die 2. Liga ab. Çakıroğlu verhandelte nach diesem Abstieg mit Fenerbahçe Istanbul und einigte sich wenig später mit diesem Klub. Er erhielt allerdings keine Freigabe von Gaziantepspor. Mehrere Notabeln der Stadt sprachen sich gegen eine Freigabe aus. Da Çakıroğlu zu dieser Zeit auch sein Militärdienst ableistete, erhielt er auch vom zuständigen Offizier keine Freigabe. So spielte er notgedrungen eine weitere Saison für Gaziantepspor und beendete hier auch seinen Militärdienst. Er wurde auch während seiner Zweitligazeit bei Gaziantepspor für die A-Nationalmannschaft nominiert.
Im Sommer 1984 wechselte er zusammen mit seinem Teamkollegen Tuğrul Duru zu Fenerbahçe Istanbul. Hier hatte der Jugoslawe Todor Veselinović von seinem Landsmann Branko Stanković das Traineramt übernahm. Unter diesem neuen Trainer wurde Çakıroğlu auf Anhieb in die Stammmannschaft aufgenommen. Am Saisonende wurde die türkische Meisterschaft gewonnen. Über die gesamte Saison kämpfte die Mannschaft mit Beşiktaş um die Tabellenführung. Am drittletzten Spieltag traf Çakıroğlus Mannschaft auswärts auf den direkten Meisterschaftsrivalen. Beide Teams gingen punktgleich in diese Begegnung. Am Saisonende beendete Fenerbahçe, punktgleich mit Beşiktaş, die Spielzeit aufgrund des besseren Torverhältnisses als Meister. Zudem wurden in dieser Saison die Titel im Präsidenten-Pokal und zum zweiten Mal in Folge der Marinepokal verteidigt. Trotz der gewonnenen Meisterschaft ersetzte die Vereinsführung Veselinović durch den Ungarn Kálmán Mészöly. Unter diesem Trainer traf die Mannschaft im Europapokal der Landesmeister der Saison 1985/86 auf den amtierenden französischen Meister Girondins Bordeaux. Gegen diesen Verein, der damals amtierende Europameister wie Alain Giresse und Patrick Battiston, Jean Tigana in seinen Reihen hatte und zweimal in Folge französischen Meister wurde, wurde Fenerbahçe als krasser Außenseiter gehandelt und dem Klub wenig Chancen auf ein Weiterkommen zugesprochen. Zu diesem Zeitpunkt war das Verhältnis zwischen der Türkei und Frankreich wegen der Anschläge der Asala-Terrororganisation sehr angespannt. Ferner schieden die türkischen Mannschaften ausnahmslos in den europäischen Vereinspokalwettbewerben in der ersten Runde aus. In der ersten Partie, die am 1. September 1985 in Bordeaux gespielt wurde, schaffte Fenerbahçe eine große Überraschung und besiegte Girondins auswärts mit 3:2. Çakıroğlu, der in der 54. Spielminute eingewechselt wurde, erzielte dabei den Siegtreffer zum 3:2 und wurde deswegen von der türkischen Fachpresse als Held gefeiert. Im Rückspiel erspielte sich Çakıroğlus Mannschaft ein 0:0 und setzte sich damit gegen Girondins durch. Dieses Weiterkommen wurde im damaligen türkischen Fußball als großer Erfolg gefeiert. In der zweiten Runde traf die Mannschaft auf IFK Göteborg. In der ersten auswärts gespielten Partie unterlag Fenerbahçe mit 0:4 deutlich.
In dieser Saison spielte Çakıroğlu bis zum März die meisten Spiele für seinen Verein und absolvierte sein letztes Spiel bei der Auswärtspartie gegen Trabzonspor. Çakıroğlu erkrankte an Krebs und fiel daraufhin den Rest der Saison aus. Im September des gleichen Jahres verstarb er anschließend an den Folgen seiner Krankheit. Obwohl Fenerbahçe von der Aussichtslosigkeit Çakıroğlus Krankheit wusste, wurde Çakıroğlus ausgelaufener Vertrag verlängert.

### Nationalmannschaft
Çakıroğlu Nationalmannschaftskarriere begann 1982 während seiner Zeit bei Gaziantepspor mit einem Einsatz für die U-21-Nationalmannschaft.
Ein Jahr später wurde er von Coşkun Özarı, dem Cheftrainer der türkischen Nationalmannschaft, auf und wurde im Rahmen eines Testspiels gegen Rumänien für das Länderspielaufgebot nominiert. In dieser Partie gab Çakıroğlu auch sein Länderspieldebüt.
Bis ins Jahr 1986 spielte Çakıroğlu sowohl für die U-21- aus auch für die A-Auswahl seines Landes.

## Tod
Im ersten Quartal des Jahres 1986 ließ sich Çakıroğlu einen Fleck in der Innenseite seines rechten Beins entfernen. Nach diesem operative Eingriff breitete sich relativ schnell Krebs in Çakıroğlus Körper aus. In Folge seiner Krankheit konnte er ab dem März 1986 seine Karriere nicht fortsetzen und reiste für eine Behandlung nach Houston. In Houston beanspruchte die Behandlung nahezu Çakıroğlus gesamtes Ersparnis, weswegen er wenig später seine Behandlungsrechnungen nicht mehr bezahlen konnte. Später kehrte er nach Istanbul zurück und setzte seine Behandlung hier fort. Um seinem Spieler finanziell unter die Arme zu greifen, verlängerte Fenerbahçe Çakıroğlus endenden Vertrag, obwohl man über die Ausweglosigkeit Çakıroğlus Zustand Bescheid wusste.
Çakıroğlus Körper reagierte auf die Behandlung nicht wie erwartet und so verstarb er am 26. Oktober 1986 im American Hospital of Istanbul Inc. an den Folgen seiner Krankheit. Er wurde am nächsten Tag, nach dem Mittagsgebet in der Söğütlüçeşme-Moschee auf dem Friedhof Karacaahmet beigesetzt. Zu seinem Todestag findet an seinem Grab jährlich eine Gedenkfeier statt.

## Erfolge
Mit Gaziantepspor
- Tabellenvierter der Süper Lig: 1980/81

Mit Fenerbahçe Istanbul
- Türkische Meisterschaft: 1984/85
- Präsidenten-Pokalspieler: 1984/85
- Marinepokalsieger: 1984/85
- TSYD-Istanbul-Pokalsieger: 1986/87